# Kreuzbein-Steißbein-Gelenk
Das Kreuzbein-Steißbein-Gelenk (Articulatio sacrococcygea) ist das Gelenk zwischen der Kreuzbeinspitze (Apex ossis sacri) und dem ersten Wirbel des Steißbeins. Häufig ist hier kein echtes Gelenk, sondern eine Knorpelhaft, die Synchondrosis sacrococcygea, ausgebildet, was jedoch keinen Einfluss auf die Beweglichkeit dieser Knochenverbindung hat. Die bewegliche Kreuzbein-Steißbeinverbindung ermöglicht eine Vergrößerung der Weite des Geburtskanals im Bereich des Beckenausgangs. Ab einem Alter von etwa 30 Jahren kommt es zu einer Verknöcherung (Synostose), weshalb ab diesem Alter das Steißbein nicht mehr beweglich ist.